# Azorella fragosea
Azorella fragosea är en växtart i släktet Azorella och familjen flockblommiga växter.
Arten förekommer i sydöstra Australien. Den beskrevs först av Ferdinand von Mueller och fick sitt nu gällande namn av George Claridge Druce.